# Unterseeboot UB-82
Pour les autres navires du même nom, voir Unterseeboot 82.
L'Unterseeboot UB-82 est un sous-marin (U-Boot) allemand de type UB III utilisé par la Kaiserliche Marine pendant la Première Guerre mondiale. Il a été mis en service dans la marine impériale allemande le 8 septembre 1917.
L'UB-82 a été coulé le 17 avril 1918 par le HMS Pilot Me et le HMS Young Fred à la position 55° 14′ N, 5° 55′ O. 37 membres d’équipage sont morts dans l’événement.

## Conception
Comme tous les sous-marins de type UB III, l'UB-82 avait un déplacement de 516 tonnes en surface et de 647 tonnes en immersion. Ses moteurs lui permettaient de naviguer à 13,4 nœuds (24,8 km/h) en surface et à 7,5 nœuds (13,9 km/h) en immersion. Il avait une autonomie de 8180 milles marins (15150 km) à sa vitesse de croisière. L'UB-82 transportait 10 torpilles et était armé d’un canon de pont de 8,8 cm. L'UB-82 avait un équipage pouvant compter jusqu’à 3 officiers et 31 hommes. 

## Carrière
L'UB-82 a été construit par AG Weser à Brême. Après un peu moins d’un an de construction, il a été lancé à Brême le 1er septembre 1917. Il a été mis en service plus tard la même année sous le commandement du Kapitänleutnant Walter Gustav Becker.

## Affectations
- V Flottille : du 30 décembre 1917 au 17 avril 1918

## Commandants
- Kapitänleutnant Walter Gustav Becker[5] : du 2 octobre 1917 au 17 avril 1918